# Kwantyl
Kwantyl – jedno z podstawowych pojęć statystyki i rachunku prawdopodobieństwa.

## Definicja formalna
Kwantylem rzędu {\displaystyle p,} gdzie {\displaystyle 0\leqslant p\leqslant 1,} w rozkładzie empirycznym {\displaystyle P_{X}} zmiennej losowej {\displaystyle X} nazywamy każdą liczbę {\displaystyle x_{p},} dla której spełnione są nierówności
{\displaystyle P_{X}((-\infty ,x_{p}])\geqslant p}
oraz
{\displaystyle P_{X}([x_{p},\infty ))\geqslant 1-p.}
W szczególności, kwantylem rzędu {\displaystyle p} jest taka wartość {\displaystyle x_{p}} zmiennej losowej, że wartości mniejsze lub równe od {\displaystyle x_{p}} są przyjmowane z prawdopodobieństwem co najmniej {\displaystyle p,} zaś wartości większe lub równe od {\displaystyle x_{p}} są przyjmowane z prawdopodobieństwem co najmniej {\displaystyle 1-p.}

## Nazwy poszczególnych kwantyli
Kwantyl rzędu 1/2 to inaczej mediana (ściślej zależy to od definicji mediany, przy jej obliczaniu z próbki o parzystej liczbie elementów często stosuje się średnią arytmetyczną dwóch środkowych elementów, szczegóły są w artykule mediana).

Kwantyle rzędu 1/4, 2/4, 3/4 są inaczej nazywane kwartylami.

Kwantyle rzędu 1/5, 2/5, 3/5, 4/5 to inaczej kwintyle.

Kwantyle rzędu 1/10, 2/10,..., 9/10 to inaczej decyle.

Kwantyle rzędu 1/100, 2/100,..., 99/100 to inaczej percentyle.

## Przykład
Iloraz inteligencji mierzony według skali Cattela jest zmienną losową o rozkładzie w przybliżeniu normalnym, wartości oczekiwanej równej 100 i odchyleniu standardowym równym 15.
Przypuśćmy, że zmierzono inteligencję 20 osób – to za mała próbka do analizy statystycznej, jednak dla czytelności przykładu użyto tu małej liczby. Wyniki w kolejności niemalejącej:
74, 80, 80, 85, 92, 94, 97, 98, 98, 100, 101, 101, 104, 104, 106, 109, 112, 115, 128, 137
Kwantyle rzędu 0,25 (czyli pierwsze kwartyle) tworzą przedział {\displaystyle \langle 92,94\rangle .} Kwantyle rzędu 0,5 (czyli drugie kwartyle) tworzą przedział {\displaystyle \langle 100,101\rangle } (dlatego mediana jest równa 100,5). Kwantyle rzędu 0,75 (czyli trzecie kwartyle) tworzą przedział {\displaystyle \langle 106,109\rangle .}

## Pokrewne pojęcia
Różnica między kwantylem rzędu 3/4 (trzecim kwartylem) a kwantylem rzędu 1/4 (pierwszym kwartylem) zwana jest rozstępem kwartylnym. Jest to miara rozrzutu zmiennej, podobna do odchylenia standardowego, jednak bardziej odporna na elementy odstające.
W statystyce do sprawdzania, czy dana zmienna losowa ma dany rozkład (np. rozkład normalny), używa się tzw. wykresów kwantyl-kwantyl, w których na jednej osi umieszczane są kwantyle rozkładu badanej zmiennej, a na drugiej osi kwantyle porównywanego rozkładu (przy estymowanych jego parametrach). Jeśli zmienna ma idealnie zadany rozkład, wykres ten przedstawia dokładnie prostą. Odchyłki od prostej wskazują na określone typy odchylenia (np. skośny, spłaszczony itp.). Niektóre testy statystyczne, np. test Shapiro-Wilka oparte są na szacowaniu średniej odległości wykresu kwantyl-kwantyl od prostej.